# Добротінет
Добротінет (рум. Dobrotinet) — село у повіті Олт в Румунії. Входить до складу комуни Куртішоара.
Село розташоване на відстані 138 км на захід від Бухареста, 5 км на північ від Слатіни, 45 км на схід від Крайови.

## Населення
За даними перепису населення 2002 року у селі проживали 1310 осіб, з них 1309 осіб (99,9%) румунів. Рідною мовою 1309 осіб (99,9%) назвали румунську.